# Boetan (Bulgarije)
Boetan (Bulgaars: Бутан) is een dorp in het noordwesten van Bulgarije. Het dorp is gelegen in de gemeente Kozlodoeï in de oblast Vratsa. Het dorp ligt ongeveer 23 km ten zuiden van Kozlodoeï, 51 km ten noorden van Vratsa en 111 km ten noorden van de hoofdstad Sofia.

## Bevolking
De telling van 1934 registreerde 4.441 inwoners. Dit aantal groeide langzaam tot een hoogtepunt van 4.945 inwoners in 1965. Vanaf dat moment loopt het inwonersaantal echter drastisch terug. Zo werden er op 31 december 2019 2.552 inwoners geteld, een halvering vergeleken met het hoogtepunt in 1965 (zie: onderstaand tabel). Van de 2.918 inwoners reageerden er 2.487 op de optionele volkstelling van 2011. De grootste bevolkingsgroep vormden de etnische Bulgaren met 1.864 personen (74,9%), gevolgd door 600 etnische Roma (24,1%).
Van de 2.552 inwoners die in februari 2011 werden geregistreerd, waren er 564 jonger dan 15 jaar oud (19%), terwijl er 528 inwoners van 65 jaar of ouder werden geteld (18%).